# Bebelis prolongata
Bebelis prolongata är en skalbaggsart som först beskrevs av Fisher 1947.  Bebelis prolongata ingår i släktet Bebelis och familjen långhorningar. Inga underarter finns listade.